# Växjö Universitets Studentkör
Växjö Universitets Studentkör (Vusk) var en blandad kör som grundades hösten 1991 på initiativ av musikintresserade studenter vid Växjö universitet. Kören grundades under namnet "Brygghuskören" som syftar på Teleborgs slotts gamla brygghus där kören repeterade. Våren 2008 bytte kören namn till Växjö Universitets Studentkör. Vusk drevs som en ideell förening med ett medlemsantal omkring 60 personer. Efter fusionen mellan Kalmar högskola och Växjö universitet, ändrades namnet tillbaka till Brygghuskören.
Vusk framträdde huvudsakligen vid olika akademiska sammanhang vid universitetet, såsom exempelvis vid promoveringar, men anordnade även temakonserter.
Kören upplöstes år 2014.

## Recensioner
- Smålandsposten, 2009-02-09
- Smålandsposten, 2008-09-04 [död länk]